# George Jacobson
George Nils Marcus Daniel Jacobson, född 18 mars 1927 i Sankt Görans församling, Stockholm, död 5 oktober 2000 i Gustav Vasa församling, Stockholm
, var en svensk psykiater. 
Jacobson blev medicine licentiat vid Karolinska institutet i Stockholm 1951, var underläkare vid Sabbatsbergs sjukhus och Beckomberga sjukhus 1952–55, Karolinska sjukhuset 1955–60, blev socialläkare i Stockholm 1961 och var privatpraktiserande i psykiatri i Stockholm från 1977. Han var sekreterare Svenska psykiatriska föreningen 1956–59 och i Svenska föreningen för psykisk hälsovård 1960–63. Han författade skrifter i psykiatri och socialmedicin.